# Arsenal W.F.C.
Arsenal Women Football Club – żeński kadra piłkarska Arsenalu. Klub gra w Women's Super League, najwyższej dywizji w angielskiej kobieciej piłki nożnej. Powstał w 1987 roku jako Arsenal Ladies Football Club przez inicjatywę Vic Akersa, który został pierwszym, najdłużej służącym i najbardziej utytułowanym menadżerem zespołu. Prowadził Kanonierki do kolejnych sukcesów aż do swojego odejścia w 2009 roku, wygrywając najwięcej meczów najwyżej klasy w historii angielskiej piłki nożnej. Klub utrzymał ten rekord i zdobył najwięcej dubletów i potrójnych koron w historii angielskiej piłki nożnej. Arsenal zakończył również rekordowe siedem sezonów ligowych bez porażki, ustanawiając szereg angielskich rekordów pod względem najdłuższej serii niepokonanych w najwyższej klasie rozrywkowej, zdobytych bramek i zdobytych punktów.

## Historia i Osiągnięcia

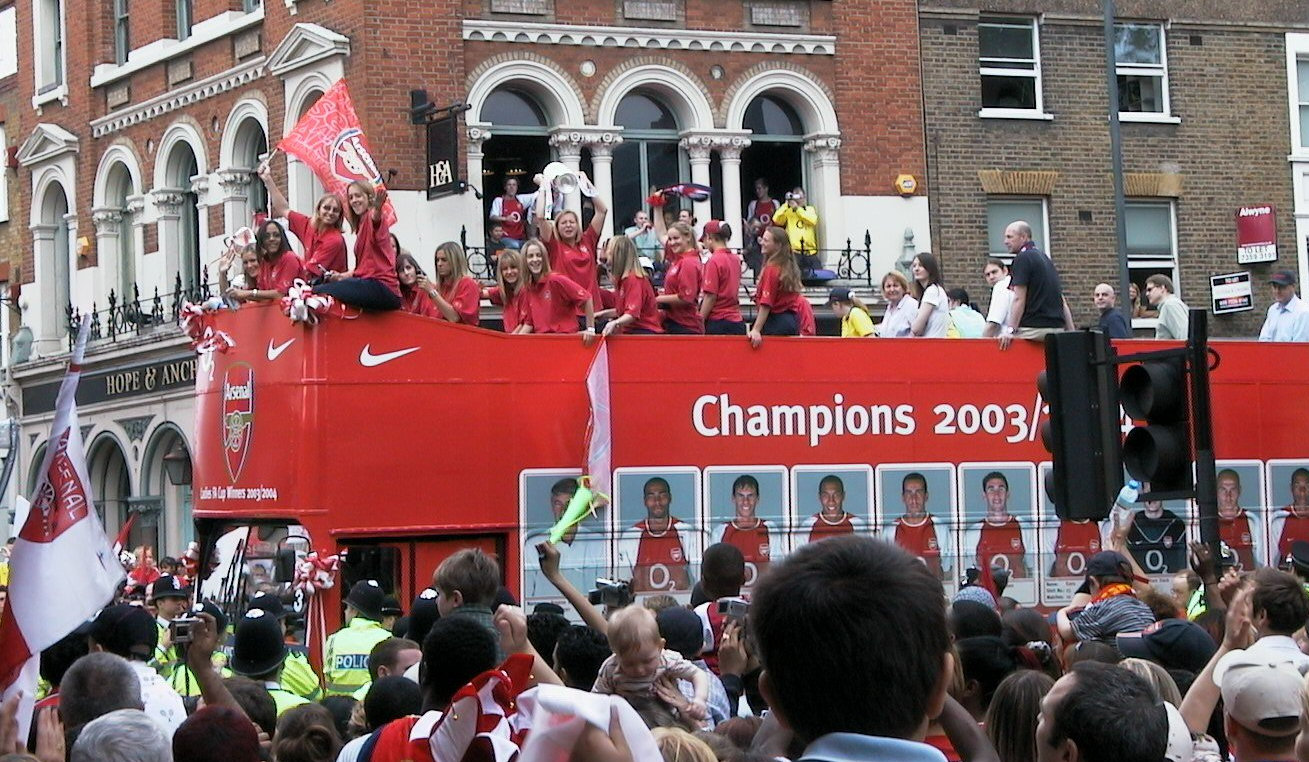
Parada kobiecej drużyny Arsenalu po zdobyciu mistrzostwa w sezonie 2003/2004

Drużyna żeńska właściwie nie jest częścią klubu Arsenal, ale oddzielnym klubem, który działa jako stowarzyszenie. Niemniej jednak więzy między Arsenalem a Arsenal Women są bardzo zacieśnione.

Większość Kanonierek jest czołowymi postaciami w swoich reprezentacjach Anglii, Walii, Szkocji i Irlandii.
Arsenal Women jest najbardziej utytułowanym klubem w lidze angielskiej. Klub zdobył dziewięciokrotnie puchar FA Women’s Premier League National Division oraz osiem razy FA Women’s Cup. FA Women’s Premier League Cup trafiał do ich rąk też dziewięciokrotnie, a Liga Mistrzów UEFA Kobiet dwa razy.
Arsenal Women pięć razy reprezentował Anglię w Liga Mistrzów UEFA Kobiet. Dotarł dwukrotnie do półfinału (w 2002–03 i w 2004–05). W sezonie 2006-2007 Arsenal Ladies po pokonaniu 5-2 Brøndby IF został pierwszym angielskim klubem, który dotarł do finału. W 2007 roku w walce o mistrzostwo Kanonierki pokonały Umeå IK.
Arsenal Women, podobnie jak męska drużyna Arsenalu ma doskonale rozbudowany system szkolenia młodych zawodników. Clare Wheatley, była zawodniczka Arsenal Women, oraz obecne zawodniczki Ciara Grant i Faye White są zatrudnione przez FC Arsenal wyłącznie po to by rozwijać i koordynować żeńską część klubu. Akademia nawiązuje bliskie stosunki z krajami na całym świecie. Klub bezustannie dostaje zgłoszenia z Portugalii, Brazylii, Nigerii, Japonii, USA, Australii, Nowej Zelandii.
W lipcu 2017 klub zmienił nazwę z Arsenal Ladies na Arsenal Women Football Club, by dać wyraźny sygnał jedności i wspólnych więzi oraz podkreślić progresywny etos klubu.
W sezonie 2018/2019 trener Joe Montemurro poprowadził Arsenal do zwycięstwa w lidze przegrywając zaledwie 2 z 20 gier. Była to pierwsza wygrana Arsenalu od siedmiu lat i oznaczała ona również powrót do Ligi Mistrzów po siedmiu latach nieobecności klubu.
W Sezonie 2024/25 pokonały w Finale Ligi Mistrzyń UEFA FC Barcelone Femini. 

## Obecny skład
Stan na 17 lipca 2025
| Nr | Poz. | Piłkarz                         |
| -- | ---- | ------------------------------- |
| 1  | BR   | Manuela Zinsberger              |
| 2  | OB   | Emily Fox                       |
| 3  | OB   | Lotte Wubben-Moy                |
| 5  | OB   | Laia Codina                     |
| 6  | OB   | Leah Williamson (wicekapitanka) |
| 7  | OB   | Steph Catley                    |
| 8  | PO   | Mariona Caldentey               |
| 9  | NA   | Beth Mead                       |
| 10 | PO   | Kim Little (kapitanka)          |
| 11 | OB   | Katie McCabe (3. kapitanka)     |
| 12 | PO   | Frida Maanum                    |
| 13 | PO   | Lia Wälti (4. kapitanka)        |
| 14 | BR   | Daphne van Domselaar            |
| 15 | NA   | Olivia Smith                    |
| 16 | NA   | Rosa Kafaji                     |
| 18 | NA   | Chloe Kelly                     |

| Nr | Poz. | Piłkarz            |
| -- | ---- | ------------------ |
| 19 | NA   | Caitlin Foord      |
| 21 | PO   | Victoria Pelova    |
| 22 | OB   | Jenna Nighswonger  |
| 23 | NA   | Alessia Russo      |
| 24 | OB   | Taylor Hinds       |
| 25 | NA   | Stina Blackstenius |
| 26 | OB   | Laura Wienroither  |
| 28 | BR   | Anneke Borbe       |
| 32 | PO   | Kyra Cooney-Cross  |
| 40 | BR   | Naomi Williams     |
| 53 | NA   | Vivienne Lia       |
| 56 | NA   | Freya Godfrey      |
| 59 | NA   | Michelle Agyemang  |
| 60 | PO   | Laila Harbert      |
| 62 | OB   | Katie Reid         |